# Pino Montano (métro de Séville)
Pino Montano est une future station de la ligne 3 du métro de Séville. Elle sera située sous la rue des Agriculteurs, dans le district Nord, à Séville.

## Situation sur le réseau
Établie en souterrain, Pino Montano sera une station de passage de la ligne 3 du métro de Séville. Elle sera située après le terminus nord de Pino Montano Norte et avant Los Mares, en direction du terminus sud de Hospital de Valme.

## Histoire
L'emplacement de la station est présenté au public le 13 janvier 2022, lors du dévoilement du projet définitif du tronçon nord de la ligne 3.